# Probetyla subaptera
Probetyla subaptera är en stekelart som beskrevs av Charles Thomas Brues 1922. Probetyla subaptera ingår i släktet Probetyla och familjen hyllhornsteklar. Inga underarter finns listade i Catalogue of Life.